# Aerospace Valley
Aerospace Valley là một tập đoàn của Pháp gồm các công ty kỹ thuật hàng không và trung tâm nghiên cứu. Cụm sao này nằm ở vùng Occitanie và Aquitaine, phía Tây Nam nước Pháp, chủ yếu tập trung ở và xung quanh các thành phố Bordeaux và Toulouse.
Hơn 500 công ty thành viên (bao gồm Airbus, Air France Industries và Dassault Aviation) chịu trách nhiệm giải quyết khoảng 120.000 việc làm trong ngành hàng không và tàu bay. Ngoài ra, khoảng 8.500 nhà nghiên cứu làm việc trong các công ty và tổ chức trực thuộc và trong ba khoa chính của kỹ thuật hàng không vũ trụ: ENAC, IPSA và SUPAERO.
Mục tiêu đã tuyên bố của cụm là tạo ra từ 40.000 đến 45.000 việc làm mới vào năm 2026. Kể từ khi thành lập vào năm 2005, cụm đã khởi động khoảng 220 dự án nghiên cứu với tổng kinh phí 460 triệu euro, trong đó có 204 triệu euro tài trợ của chính phủ.